# Élection à la direction du Parti national écossais de 2023
L'élection à la direction du Parti national écossais de 2023 ont lieu du 16 février au 27 mars 2023, pour élire le nouveau chef de file du parti national écossais, qui doit ensuite devenir premier ministre d'Écosse après le vote du parlement écossais. L'élection intervient à la suite de la démission surprise de la première ministre et cheffe du parti, Nicola Sturgeon.
Cette élection à la direction du parti est la première à avoir lieu depuis vingt ans avec plusieurs candidats - Sturgeon fut la seule candidate en 2014. Le 28 mars 2023, Humza Yousaf devient le nouveau premier ministre d'Écosse. Il est alors la plus jeune personne à occuper ce poste mais également la première issue d'une minorité, étant d'origine indo-pakistanaise et de confession musulmane.

## Contexte
A la suite du référendum de 2014 sur l'indépendance de l'Ecosse et de son échec avec une victoire du « Non » à 55,3%, le premier ministre d'Écosse Alex Salmond démissionne et laisse sa vice première-ministre depuis 2007, Nicola Sturgeon prendre sa succession. Elle est confirmée à ce poste lors des élections à la direction du parti de 2014.
Durant son gouvernement, elle remporte de nombreuses victoires lors des élections générales de 2015, 2017 et 2019. Depuis les élections législatives écossaises de 2016, elle gouverne en coalition avec le Parti Vert écossais. Si elle poursuit la politique indépendantiste de son parti, elle essuie néanmoins un revers en 2022 sur la question de la tenue d'un nouveau référendum, la Cour suprême du Royaume-Uni statuant que seul le Parlement britannique peut donner son accord. Le 25 mai 2022, elle devient la première ministre écossaise à la plus grande longévité.
Le 15 février 2023, Nicola Sturgeon présente sa démission. Elle évoque un manque d'énergie pour mener à bien sa tâche de cheffe du gouvernement écossais. De plus, des critiques de son parti sur sa stratégie de faire des prochaines élections générales un référendum pour ou contre l'indépendance, une grève des enseignants des premiers et seconds degrés et un projet de loi sur la reconnaissance du genre fragilisent son gouvernement. Enfin, le SNP est visé par une enquête policière en raison d'irrégularités financières liées à la recherche de fonds pour la préparation d'une nouvelle campagne de référendum pour l'indépendance de l'Écosse (Operation Branchform (en)).

## Mode de scrutin

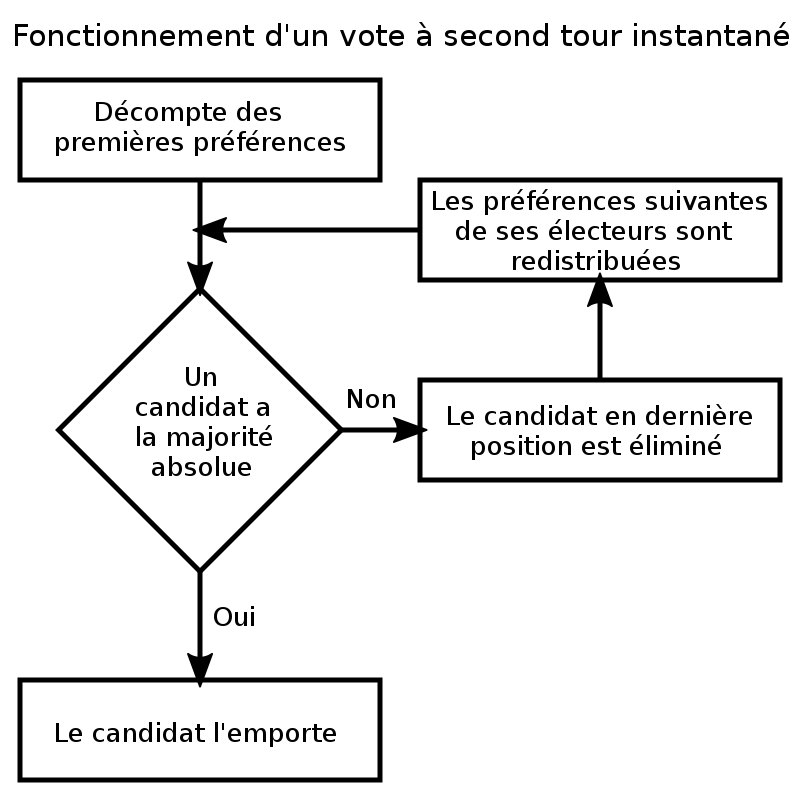
Fonctionnement d'un vote à second tour instantané

Le chef du parti national écossais est élu par les adhérents du parti selon un système de vote à second tour instantané. Les adhérents inscrivent sur leur bulletin leurs premières puis secondes préférences parmi les candidats retenus. Si aucun n'arrive à avoir la majorité absolue des premières préférences, un second tour est automatiquement réalisé à partir des secondes préférences indiquées des voix du candidat arrivé dernier au premier tour.
Ce système permet d'avoir autant de tours que nécessaire jusqu'à ce qu'un candidat obtienne la majorité absolue tout en ne nécessitant d'appeler les électeurs qu'une seule fois.

## Enjeux
La campagne est dominée par trois grands ensembles de questions.

### L'indépendance de l'Écosse
La question de l'indépendance de l'Écosse est au cœur du programme du parti national écossais. Malgré l'échec du premier référendum proposé en 2014, le parti ne faiblit pas. En effet, il enregistre dès les premiers jours suivant l'échec du référendum un accroissement de son nombre d'adhérents puis remporte la majorité des sièges alloués à l'Écosse lors des élections générales de 2015.
Le référendum britannique pour ou contre la sortie de l'union européenne de 2016 puis la sortie effective en 2020 réactivent et nourrissent le programme indépendantiste du parti autant que son europhilie.
Le parti national écossais dans la perspective des prochaines élections générales britanniques et dans l'éventualité d'une absence de majorité absolue pour le parti travailliste, propose un accord de gouvernement en échange d'un soutien pour organiser un second referendum avec l'accord du Parlement britannique. Néanmoins autant le chef du parti travailliste écossais, Anas Sarwar que Keir Starmer, chef du parti travailliste britannique, écartent cette proposition.
Une réunion du parti devait se tenir en mars 2023 pour définir une nouvelle stratégie au sujet de l'indépendance, mais la démission de Sturgeon entraine un report de celle-ci afin de laisser la nouvelle direction prendre en charge ce sujet.

### La loi de réforme de reconnaissance de genre
La Gender Recognition Reform (en) est une loi votée par le Parlement écossais le 22 décembre 2022 pour amender la loi de 2004 sur la reconnaissance du genre. Cette nouvelle réforme permet entre autres, de faciliter le changement de genre pour toute personne dès 16 ans. Ash Regan, candidate à la direction du parti, vote contre cette loi tandis que Forbes s'abstient et que Yousaf vote pour. Le 17 janvier 2023, le gouvernement britannique bloque cette loi.

### L'économie
Les questions économiques prédominent, la coalition gouvernementale formée par le parti national écossais et le parti vert écossais faisant l'objet de critiques sur leur politique.

## Candidats
La procédure de nomination commence dès l'annonce de la démission de Nicola Sturgeon. Elle nécessite que les candidates et candidats à la direction du parti obtiennent d'abord un soutien des adhérents à leur candidature. Ils doivent recueillir 100 nominations du parti au niveau national et 20 nomination au niveau local afin de pouvoir concourir. La liste définitive est arrêtée le 13 mars 2023.

### Humza Yousaf
Né le 7 avril 1985 à Glasgow, il est issu d'une famille d'origine pakistanaise ayant immigré en Écosse dans les années 1960. Considéré comme le favori pour prendre la succession de Sturgeon, il exerce sous son gouvernement au poste de secrétaire à la Santé et à la Protection sociale depuis 2021. Il occupait précédemment le portefeuille ministériel à la Justice entre 2018 et 2021. Il représente l'aile progressiste du parti national écossais et une continuation de la politique menée par Sturgeon. C'est le premier à se lancer dans

### Kate Forbes
Née le 6 avril 1990 à Dingwall, elle est au sein du gouvernement Sturgeon au poste de secrétaire chargée des finances et de l'économie depuis 2020 ayant auparavant participé au gouvernement sous un poste similaire entre 2018 et 2020. Elle représente une aile centriste du parti et est la plus jeune candidate à se présenter. Forbes annonce sa candidature le 23 février 2023.

### Ash Regan
Née le 8 mars 1974 à Édimbourg, elle occupe également un poste dans la gouvernement Sturgeon entre 2018 et 2022 au ministère de la sécurité communautaire. Elle démissionne à la suite de la présentation du projet de loi de réforme de reconnaissance de genre auquel elle s'oppose. Regan annonce sa participation à la campagne pour la direction du parti le 24 février 2023 - juste avant la clôture des candidatures. Ses positions au regard de la loi de reconnaissance du genre, sur l'indépendance et sur les énergies lui attirent l'opposition du Parti Vert écossais; ses deux ministres au sein de la coalition menacent alors de démissionner si le projet de loi venait à être abandonné.

### Candidatures n'ayant pas abouti
Le vice premier-ministre de Sturgeon, John Swinney décide de ne pas concourir le 17 février 2023.

## Résultats
| Candidat                     | Candidat                     | Premier tour | Premier tour | Second tour | Second tour |
| Candidat                     | Candidat                     | Voix         | %            | Voix        | %           |
| ---------------------------- | ---------------------------- | ------------ | ------------ | ----------- | ----------- |
|                              | Humza Yousaf                 | 24 336       | 48,2         | 26 032      | 52,1        |
| Kate Forbes                  | 20 559                       | 40,7         | 23 890       | 47,9        |             |
| Ash Regan                    | 5 599                        | 11,1         |              |             |             |
|                              |                              |              |              |             |             |
| Votants                      | Votants                      | 72 169       | 100          | 72 169      | 100         |
| Exprimés                     | Exprimés                     | 50 494       | 69,97        | 50 494      | 69,97       |
| Pas de préférence secondaire | Pas de préférence secondaire | S/O          | S/O          | 572         | 572         |

| Première préférence | Seconde préférence % | Seconde préférence % | Seconde préférence % | Seconde préférence % |
| Première préférence | Yousaf               | Forbes               | Regan                | Pas de préférence    |
| ------------------- | -------------------- | -------------------- | -------------------- | -------------------- |
| Humza Yousaf        | S/O                  | 37,71                | 22,17                | 40,12                |
| Kate Forbes         | 46,62                | S/O                  | 36,75                | 16,63                |
| Ash Regan           | 30,29                | 59,49                | S/O                  | 10,22                |

Le 27 mars 2023, Humza Yousaf est élu à la direction du Parti national écossais,.